# Абдурахманов Пулат Маджитович
Пулат Маджитович Абдурахманов (3 травня 1940, місто Самарканд, тепер Узбекистан) — радянський узбецький діяч, заступник голови Ради міністрів Узбецької РСР, 1-й секретар Самаркандського обласного комітету КП Узбекистану, хокім Самаркандської області. Народний депутат Узбецької РСР. Член ЦК КПРС у 1990—1991 роках. Кандидат економічних наук (1978).

## Життєпис
З 1957 року працював електромонтером на бавовняному заводі в Хазараспському районі Хорезмської області.
У 1964 році закінчив Харківський автодорожній інститут. 
У 1964 році — старший інженер Самаркандського обласного автотресту.
У 1964—1965 роках служив у Радянській армії.
У 1965—1972 роках — головний механік автобусно-таксомоторного парку в місті Самарканді; директор автобази № 130 Пайарицького району Самаркандської області; головний інженер, директор Самаркандського авторемонтного заводу № 3.
Член КПРС з 1967 року.
У 1972—1977 роках — інструктор, завідувач промислово-транспортного відділу Самаркандського обласного комітету КП Узбекистану; 2-й секретар Самаркандського міського комітету КП Узбекистану.
У 1977—1980 роках — завідувач відділу організаційно-партійної роботи Самаркандського обласного комітету КП Узбекистану.
У 1978 році закінчив Академію суспільних наук при ЦК КПРС.
У 1980—1985 роках — секретар Самаркандського обласного комітету КП Узбекистану.
У 1985—1986 роках — завідувач відділу транспорту і зв'язку ЦК КП Узбекистану.
У 1986 — січні 1989 року — голова виконавчого комітету Ташкентської обласної ради народних депутатів.
3 січня — 1 листопада 1989 року — заступник голови Ради міністрів Узбецької РСР.
7 жовтня 1989 — 14 вересня 1991 року — 1-й секретар Самаркандського обласного комітету КП Узбекистану.
Одночасно, з березня 1990 по лютий 1992 року — голова Самаркандської обласної ради народних депутатів.
24 лютого 1992 — листопад 1995 року — хокім Самаркандської області.
Потім — на пенсії.